# Narcissus
Narcissus(ナルシサス) とは、JavaScriptで書かれた、オープンソースのJavaScriptエンジン。

## 概要
Netscape Navigator 2.0用に、JavaScriptを初めて開発した、ブレンダン・アイクによって書かれた。
Narcissusはそれ自身がJavaScriptで書かれていて、metacircularインタープリタである。
名前は、ギリシャ神話の自分を愛した美少年、ナルキッソスに由来している。
NarcissusはSpiderMonkeyの非標準拡張をたくさん使っているうえに、Narcissus専用のSpiderMonkeyに加えた独自拡張を使っている。現在は、SpiderMonkeyの開発ブランチ上でしか動かない。